# دار البشائر
دار البشائر هو قصر ملكي يقع في منطقة بير العزب في صنعاء، اليمن.
كان مقر إقامة الإمام محمد البدر. تم قصف القصر في أثناء ثورة 26 سبتمبر 1962 بقيادة المشير عبد الله السلال. 